# Gongora garayana
Gongora garayana är en orkidéart som beskrevs av Rod Rice. Gongora garayana ingår i släktet Gongora och familjen orkidéer.
Artens utbredningsområde är Colombia. Inga underarter finns listade i Catalogue of Life.